# Assif n’Imini
Der Imini (marokkanisches Tamazight ⴰⵙⵉⴼ ⵏ ⵉⵎⵉⵏⵉ Asif n Imini, arabisch نهر اميني) ist ein kleiner, zeitweise trockenfallender Fluss (oued) im Süden Marokkos.

## Verlauf
Der Oued Imini entspringt im östlichen Zentrum des Atlasgebirges nahe dem Gebirgspass Tizi n’Tichka. Er fließt durch das Gebiet der Aït Imini und mündet in den Assif n’Tidili, der seinerseits östlich von Ouarzazate in den Stausee El Mansour Eddahbi fließt, in welchem der Oued Drâa seinen Weg durch Südmarokko beginnt. Der obere und mittlere Talabschnitt bilden das wichtigste Siedlungsband der Kommune Ighrem n’Ougdal, während der Unterlauf durch das Gebiet der Kommune Amerzgane führt.

## Verkehr
Auf dem Weg vom Tizi n’Tichka durch die Südabdachung des Atlasgebirges bietet der Talboden des Assif n’Imini Platz für den durchgehenden Straßenverkehr. Die Nationalstraße N9 begleitet den Flusslauf von der Passhöhe auf dem Weg nach Ouarzazate und führt durch die im Tal liegenden Orte, beginnend mit dem 2124 m hoch gelegenen Bergdorf Aguelmouss.